# Хінне дерево
Хінне дерево (Cinchona) — рід рослин родини маренових (Rubiaceae), кора якого містить лікувальну речовину — хінін. Рід названий Ліннеєм в 1742 році на честь графині Кінчон (в іншій транскрипції Хінхон), дружини віце-короля Перу, яка в 1638 році була начебто вилікувана від малярії корою хінного дерева. Відомо близько 40 видів.
Це стрункі вічнозелені дерева заввишки 10—15 м (рідше до 25 м). Листя велике шкірясте, цільнокрайнє, супротивне. Здалека хінне дерево нагадує звичайну вільху, тільки листя у нього блискучіше, а вся крона має трохи рожевий відтінок. Рожеві, червоні або жовто-білі запашні трубчасті квітки зібрані в густі мітелки на кінцях гілок. Плід — яйцеподібна або довгаста коробочка, що містить крилате насіння.
Високе хінне дерево з рожевим листям росте на неприступних, стрімких схилах гір Анд. В наш час хінне дерево поширене в усіх тропічних країнах

## Історія
Європейці, які захопили тропічні країни, масами вмирали від малярії. Тільки в 1633 році дізналися, що перуанські індіанці виліковуються від малярії корою якогось дерева. Цією корою вилікувалася від малярії і перша європейська жінка, що жила в Перу, — Хінхон. На честь її і назвали це дерево «хінхона», або «хіна». Хоча це виключно красива легенда. 
Тубільне назва цього дерева «кава-хукку». Кору, звичайна деревну кору, на мові кечуа вимовляють як «кіна», а по-іспанські пишеться як «quina». Тоді як кору лікувальну називали «корою всіх кор» — «хіна-хіна» (quina-quina). Ця назва швидко поширилося в Європі. Французи писали «фр. quinguina», італійці — «італ. quin-quina» та «італ. chin-china», але вимовляли як і французи «кін-кіна». Шведи і голландці писали «kina» і вимовляли «кіна», поляки — «пол. kwinkinna» (квінкінна). Англійці і росіяни довго називали кору просто «перуанська кора». На латині ж кора кінкіни «лат. cortex chinae», читається — «Кортекс Хіні». Звідси і з'явилося слово «хіна», яке, власне, означає не кору, а «порошок кори». І дерево звідси стали називати хінним деревом. У 1930 році знайшли щоденник віце-короля Перу графа де Цинхон. Цей щоденник суперечить тій історії, в якій саме дружина графа привезла хінний порошок в Європу. У щоденнику міститься інформація про те, що перша дружина віце-короля, Анна де Осоріо, померла ще до відбуття її чоловіка з Іспанії в Перу. Туди з графом вирушила його друга дружина Франциска Енрікес де Рібейра, і у неї не було проблем зі здоров'ям. Віце-король мав кілька нападів гарячки, але сам ніколи не проходив лікування хінною корою. Також в його щоденнику міститься запис про те, що його друга дружина померла в Картахені, ще не повернувшись до Іспанії; таким чином, вона аж ніяк не могла доставити в цю країну кору хінного дерева .
Тому нині обґрунтовано вважають, що перший опис властивостей кори хінного дерева дав видатний іспанський історик-натураліст Бернабе Кобо, єзуїтський місіонер і письменник, який 1632 року привіз її до Європи. Надалі кардинал Хуан де Луго, один з найвидатніших іспанських богословів і економістів свого часу, отримав доручення від Папи Римського Інокентія X зібрати інформацію про цілющу корі. Слідом за цим її вивчив папський придворний лікар Г. Фонсека, якого вельми зацікавили властивості порошку. Потім кардинал де Луго розгорнув широку кампанію за застосування хініну. У результаті ліки прозвали «єзуїтським», або «кардинальським» порошком, а люди в Римі якийсь час називали його «порошком де Луго».
Ще одна версія свідчить, що єзуїт, аптекар за освітою, Агустино Салумбріно, який проживав на початку XVII століття в перуанській столиці Лімі, зацікавився властивостями порошку з хінного дерева, який при прийомі всередину зцілював від гарячки і «пропасниці». В подальшому Салумбріно відправив кілька порошків до Риму, жителі якого страждали від місцевої малярії, і в якому багато кардиналів і понтифіків померли від цієї хвороби.

Кора хінного дерева врятувала життя багатьох європейців, які оселилися в тропічних країнах. Особливо лютувала малярія на Яві. Але уряд Перу, де в лісах росли хінні дерева, під страхом смертної кари заборонив вивозити деревця, живці та насіння хінного дерева.
Спроба французького вченого Шарля де ла Кондаміна, що вивчав в Америці каучук, вивезти саджанці хінного дерева не вдалося.
Голландці умовили німецького ботаніка Хассекарла поїхати до Південної Америки за підробленим паспортом на ім'я Мюллера. Тільки в 1854 році, з ризиком для життя, піддаючись небезпечним переслідуванням, втративши одну руку, Хассекарл зібрав сіянці і насіння хінного дерева і переправив їх на спеціально посланий голландцями військовий крейсер. Деревця і насіння були доставлені на острів Ява, де голландці розбили великі плантації хінного дерева, відібравши землю у яванців. Так було викрадено хінне дерево. Через деякий час і англійським «викрадачам цінних дерев» вдалося вивезти з Перу до Індії насіння хінного дерева.

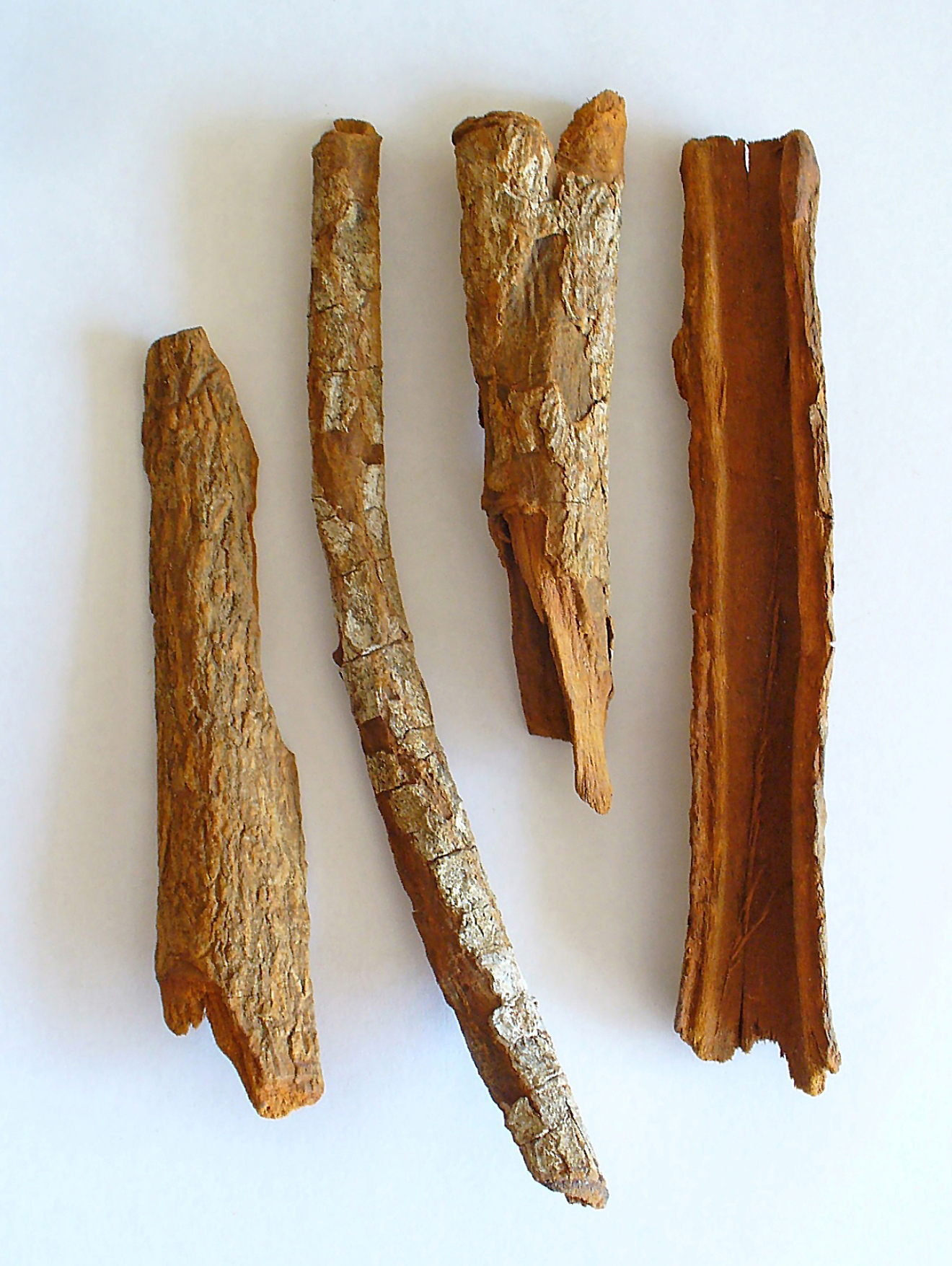
Кора Cinchona officinalis, має дуже гарний запах.